# They Might Be Giants
They Might Be Giants (скорочено TMBG) — американський альтернативний рок-дует Джона Ліннелла та Джона Флансберга, створений у 1982 р. Найбільш відомий завдяки експериментальному стилю альтернативної музики. Гурт має успіх у сучасній рок-музиці, жанрі дитячої музики, та музики для фільмів та для телевізійних програм.
Найпопулярніші пісні TMBG: «Birdhouse in Your Soul» (з альбому 1990 р. «Flood»), «Don't Let's Start» (з 1986 р. «They Might Be Giants»), та «Ana Ng» (з 1988 р. «Lincoln»). Їхній виступ у шоу Tiny Toon Adventures також отримав визнання за їхню пісню «Particle Man» та за їхню версію пісні гурту The Four Lads «Istanbul (Not Constantinople)». Їхня пісня «Doctor Worm» була несподіваним хітом у Австралії, та зайняла 13-те місце у хітпараді Triple J Hottest 100 за 1998 р. Два альбоми TMBG були золотими: «Flood» та 2005ий дитячий альбом «Here Come the ABCs».
Їхня пісня «Boss of Me» була вступною до комедійного серіалу телекомпанії Fox Television Network «Малкольм у центрі уваги», та отримала нагороду Греммі 2002 р.

## Історія
Ліннелл і Флансберг (на них часто кажуть «Два Джони», чи «Джон і Джон») зустрілися ще підлітками, які росли в місті Лінкольн, штат Массачусетс. Вони почали писати пісні разом ще коли навчалися у Lincoln-Sudbury Regional High School, але вони ніколи офіційно не створювали гурту. Після закінчення середньої школи вони розійшлися: Флансберг пішов до інституту Pratt, а Ліннелл обрав The Mundanes, New Wave гурт, родом з Род-Айленду. Вони обидва знову зустрілися у 1981 р. у Брукліні, щоб продовжити свою кар'єру.
| Валторна | Це незавершена стаття про музичний колектив. Ви можете допомогти проєкту, виправивши або дописавши її. |